# Dendrocoelopsis americana
Dendrocoelopsis americana is een platworm (Platyhelminthes). De worm is tweeslachtig. De soort leeft in of nabij zoet water.
Het geslacht Dendrocoelopsis, waarin de platworm wordt geplaatst, wordt tot de familie Dendrocoelidae gerekend. De wetenschappelijke naam van de soort werd, als Sorocelis americana, voor het eerst geldig gepubliceerd in 1939 door Hyman.